# Тамаши, Иштван (футболист)
Иштван Тама́ши венг. Tamássy István; 7 августа 1911 — 30 мая 1994) — венгерский футболист, играл на позиции нападающего. Участник чемпионата мира 1934 года.

## Биография

### Клубная карьера
На протяжении своей непродолжительной карьеры играл за «Уйпешт» и «III. Керюлети». В составе «Уйпешта» отыграл три сезона и в 1935 году выиграл чемпионский титул. В 1936 году перешёл в «III. Керюлети», за который сыграл 9 матчей и забил 1 гол.

### Карьера в сборной
Дебютировал за сборную Венгрии 29 апреля 1934 года в матче со сборной Болгарии в рамках отбора на чемпионат мира 1934 года — Венгрия выиграла матч со счётом 4:1. Тамаши был в заявке сборной на чемпионате мира 1934 года, но на поле не выходил.

### Смерть
Скончался 30 мая 1994 года в возрасте 82 лет.

## Достижения
«Уйпешт»
- Чемпион Венгрии (1) : 1934/35